# Stazione di Cormons
Stazione di Cormons vasútállomás Olaszországban, Cormons településen.

## Vasútvonalak
Az állomást az alábbi vasútvonalak érintik:
- Udine–Trieszt-vasútvonal
- Cormons-Redipuglia-vasútvonal

## Kapcsolódó állomások
A vasútállomáshoz az alábbi állomások vannak a legközelebb:
- Stazione di San Giovanni al Natisone
- Capriva train station